# Klaus Soehring
Klaus Soehring (* 3. November 1911 in Konstantinopel; † 4. November 1975 in Kiel) war ein deutscher Pharmakologe.

## Leben

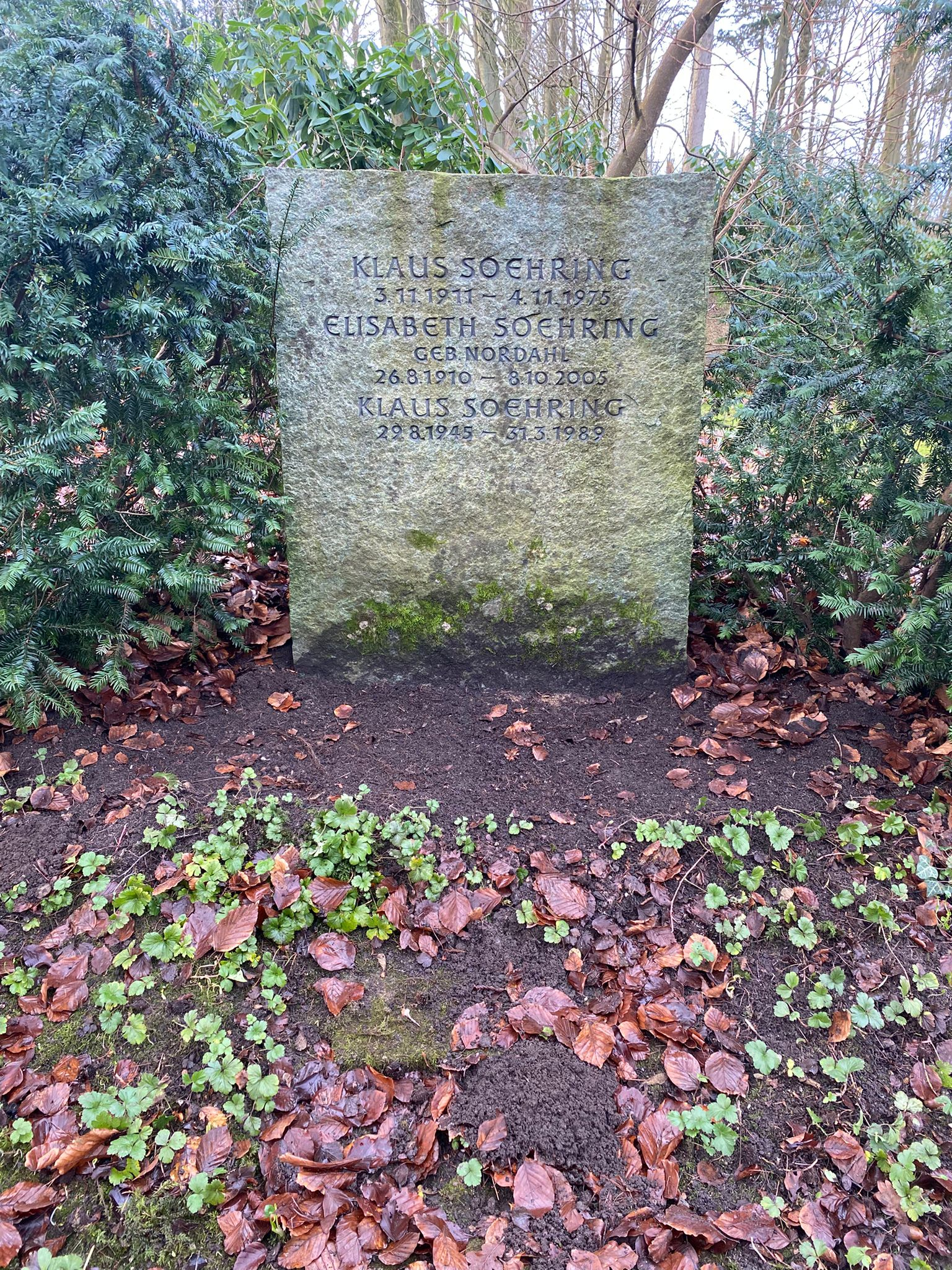
Grabstätte auf dem Friedhof Wohldorf

Klaus Soehring wurde als Sohn des Lehrers und späteren Diplomaten Otto Soehring in Konstantinopel geboren. Er studierte Medizin in Kiel, Berlin und Graz und legte 1936 in Düsseldorf das Staatsexamen ab, die Promotion erfolgte 1936 in Berlin. Anschließend war Soehring als Assistent in Jena, Berlin und Danzig tätig. Im Jahr 1942 wurde er an der Medizinischen Akademie Danzig habilitiert. In den darauffolgenden Jahren wurde er 1946 Dozent für Pharmakologie an der Universität Hamburg, 1949 apl. Professor, 1965 Abteilungsvorstand und Professor sowie 1973 ordentlicher Professor.
Soehring erhielt seine letzte Ruhestätte auf dem Hamburger Friedhof Wohldorf.

## Veröffentlichungen
- Die Färbung der Gallenkapillaren bei der Durchströmung der isolierten Froschleber mit dem lipoidunlöslichen Säurefarbstoff Indigokarmin. Dissertation Berlin 1936.
- Pharmakologie für Zahnärzte und Studierende der Zahnheilkunde. Verlag Zahnärztliche Welt, Konstanz 1951.
- (Hrsg.): Aktuelle Arzneitherapie 1950. Ergebnisse, Probleme, Fortschritte. Werk-Verlag, Bad Wörishofen 1951.
- Leitfaden der Arzneimittellehre. Verlag Zahnärztliche Welt, Konstanz 1952.